# 21 августа
21 августа — 233-й день года (234-й в високосные годы) по григорианскому календарю.
До конца года остаётся 132 дня.
До 15 октября 1582 года — 21 августа по юлианскому календарю, с 15 октября 1582 года — 21 августа по григорианскому календарю.
В XX и XXI веках соответствует 8 августа по юлианскому календарю.

## Праздники и памятные дни
См. также: Категория:Праздники 21 августа

### Международные
- ООН — Международный день памяти и поминовения жертв терроризма[2]

### Национальные
- Россия — День офицера

- Филиппины — День Ниноя Акино[англ.]

### Религиозные
Католицизм
- Память блаженной Виктории Разоаманариво (1848—1894).

 Православие
- Память священноисповедника Емилиана, епископа Кизического (815—820)[5];
- память преподобного Григория, иконописца Печерского, в Ближних пещерах (XII в.);
- перенесение мощей преподобных Зосимы и Савватия Соловецких (1566);
- второе перенесение мощей преподобных Зосимы, Савватия и Германа Соловецких (1992);
- память святителя Мирона чудотворца, епископа Критского (ок. 350)[6];
- память мучеников Елевферия и Леонида;
- память преподобного Григория Синаита (XIV в.);
- память преподобномученика Иосифа (Баранова), иеромонаха (1918);
- память священномученика Николая Шумкова, пресвитера (1937);
- память священномученика Никодима (Кроткова), архиепископа Костромского (1938);
- празднование в честь Толгской иконы Божией Матери (1314).

### Именины
Православные
Дата дана по новому стилю:
- Анастасий (Анастас, Настас, Настасий) — мученик Анастасий Болгарин, Солунский;
- Герман — преподобный Герман Соловецкий (перенесение мощей);
- Григорий:
  - преподобный Григорий Печерский, иконописец;
  - преподобный Григорий Синаит;
- Елевферий (Елеферий, Алферий, Алфер) — мученик Елевферий;
- Емилиан (Емельян, Емилий, Эмилиан, Эмилий) — святитель Емилиан Кизический;
- Зосима — преподобный Зосима Соловецкий (перенесение мощей);
- Иосиф — преподобномученик Иосиф (Баранов);
- Кассиан (Касьян) — преподобный Кассиан;
- Леонид — мученик Леонид;
- Мирон (Мироний) — святитель Мирон, епископ Критский
- Моисей — преподобный Моисей;
- Никодим — священномученик Никодим (Кротков), архиепископ Костромской;
- Николай — священномученик Николай (Шумков);
- Савватий (Савватей) — преподобный Савватий Соловецкий (перенесение мощей);
- Стиракий — мученик Стиракий;
- Триандафил — мученик Триандафил Константинопольский;
- Феодор (Фёдор) — преподобный Феодор, игумен Оровский

## События
См. также: Категория:События 21 августа

### До XIX века
- 1192 — в Японии власть императора сменилась властью сёгуна — главнокомандующего.
- 1560 — 13-летний датский мальчик Тихо Браге изучал юриспруденцию в университете Копенгагена. Но в этот день произошло предсказанное полное солнечное затмение, и этот факт так поразил подростка, что после дневных занятий он по ночам стал изучать звёздное небо и стал самым знаменитым астрономом своего времени.

### XIX век
- 1803 — австралийская газета «Sydney Gazette» впервые в мире дала подробное описание коалы.
- 1808 — при Карстуле произошло одно из ключевых сражений Русско-шведской войны 1808—1809 гг., между частями русской императорской армии под началом генерала Е. И. Властова и шведскими войсками под командованием Хенрика Отто фон Фиандта[8].
- 1810 — наполеоновский маршал Жан Бернадот избран наследником шведского престола.
- 1825 — в Одессе открыт музей древностей.
- 1828 — между русскими войсками под командованием генерала Паскевича и турецкой армией Киос-Магомет-паши произошло сражение у крепости Ахалцих.
- 1831 — в США началось восстание Ната Тёрнера.
- 1841 — Джон Хэмптон (John Hampton) запатентовал подъёмные жалюзи.
- 1860 — в Британской Колумбии (Канада) найдено золото.
- 1876 — в китайском городе Чжифу подписан Яньтайский договор между Цинской империей и Великобританией[9][10].
- 1877 — начало атаки турецкой армии на Шипку.
- 1886 — свергнут болгарский князь Александр Баттенберг.

### XX век
- 1902 — основан «Кадиллак», отделение концерна «Дженерал Моторс» по выпуску легковых автомобилей класса «люкс». Звучное название было дано в память об Антуане да Ла Мотт Кадиллаке, основателе города Детройта.
- 1911 — из Лувра похищен портрет Моны Лизы. Через два года картина случайно была обнаружена во Флоренции. Задержанный позднее похититель по имени Винченцо Перуджия объяснил содеянное желанием восстановить справедливость, вернув Италии украденный Наполеоном I шедевр.
- 1914
  - Ян Нагурский вместе с механиком Е. Кузнецовым на гидросамолёте совершил первый в Арктике полёт вдоль западного побережья Новой Земли.
  - Первая мировая война: в бою у Ярославиц во время солнечного затмения русская кавалерия разбила австрийскую.
  - Первая мировая война: битва при Шарлеруа.
- 1915 — завершилась Моонзундская операция.
- 1916 — Перу провозгласило свой нейтралитет.
- 1922 — начались первые в мире опытные широковещательные трансляции через Центральную радиотелефонную станцию в Москве[11].
- 1923 — в СССР создан Госплан.
- 1924
  - Ровно через десять лет вслед за Нагурским в небо Арктики поднялся первый советский пилот — Борис Григорьевич Чухновский.
  - Открылся Государственный Пушкинский заповедник (Михайловское и Святые горы).
- 1932 — в Венеции закончился первый международный кинофестиваль. Приз за лучшую режиссёрскую работу получил фильм Путёвка в жизнь.
- 1937
  - В СССР казнены лидеры компартии Польши.
  - СССР и Китай подписали пакт о ненападении.
- 1942
  - Немецкими солдатами дивизии «Эдельвейс» под руководством Х. Грота установлены нацистские флаги на вершинах Эльбруса в ходе Битвы за Кавказ. 13 и 17 февраля 1943 их снимет команда альпинистов под руководством А. Гусева, водрузив советские стяги.
  - Бой у реки Тенару.
- 1943 — в СССР было принято Постановление СНК и ЦК ВКП(б) № 901 об образовании суворовских и нахимовских военных училищ, в котором предусматривалось «для устройства, обучения и воспитания детей воинов Красной Армии, партизан Отечественной войны, а также детей советских и партийных работников, рабочих и колхозников, погибших от рук немецких оккупантов, организовать… девять суворовских военных училищ, типа старых кадетских корпусов, по 500 человек в каждом, всего 4500 человек со сроком обучения 7 лет, с закрытым пансионом для воспитанников…».
- 1944 — в Думбартон-Оксе открылась конференция представителей США, СССР и Англии по вопросу о создании международной организации безопасности.
- 1945 — США прекратили поставки в СССР по ленд-лизу.
- 1947 — СССР наложил вето на вступление в ООН Италии и Австрии.
- 1948 — Великобритания заявила, что наложит вето на вступление в ООН Израиля.
- 1954 — в Якутии, в бассейне реки Далдын, открыто первое коренное месторождение алмазов — кимберлитовая трубка, названная «Зарницей».
- 1957 — первый успешный запуск межконтинентальной баллистической ракеты — Р-7 конструкции С. П. Королёва с двигателями В. П. Глушко.
- 1959 — Гавайи получили статус 50-го штата США.
- 1965 — на орбиту выведен космический корабль «Джемини-5».
- 1965 — в английском футболе впервые разрешены замены в ходе матча. Первым игроком, вышедшим на замену, стал Кейт Пикок.
- 1965 — Румыния провозглашена социалистическим государством.
- 1968 — в Чехословакию введены войска стран Организации Варшавского договора.
- 1969 — член протестантской секты Церковь Бога Рохэн поджёг мечеть Аль-Акса в Иерусалиме.
- 1973 — Андрей Сахаров провёл у себя дома первую пресс-конференцию для 11 иностранных журналистов. За пять дней до этого его вызывали к заместителю Генерального прокурора СССР, а 29 августа газета «Правда» опубликовала письмо 40 академиков во главе с президентом АН СССР М. В. Келдышем с осуждением Сахарова.
- 1976 — во Франции начался первый европейский фестиваль панк-рока.
- 1981 — учёные впервые сообщили в прессе об угрозе глобального потепления на Земле.
- 1982 — на Одесской железной дороге произошло сразу два взаимосвязанных крушения поездов: сначала лоб в лоб столкнулись два грузовых поезда, затем на обходном пути один пассажирский поезд столкнулся с хвостом другого. «Чёрная суббота» для железных дорог Украины.
- 1986
  - СССР официально объявил о том, что катастрофа на Чернобыльской АЭС вызвана халатностью персонала.
  - Лимнологическая катастрофа на озере Ньос, Камерун. Более 1700 жертв.
- 1988 — землетрясение с эпицентром в индийском штате Бихар, разрушено не менее 25 000 домов[12].
- 1989 — исследовательский зонд «Вояджер-2» делает снимки Тритона, спутника планеты Нептун.
- 1991
  - В 5 часов утра маршал Язов приказал вывести войска из Москвы. Крах ГКЧП.
  - Латвия объявила о восстановлении своей независимости.
- 1992 — Инцидент в Руби-Ридж. Убийство жены и несовершеннолетнего сына Рэнди Уивера вызвало широкую дискуссию о роли федеральных служб в жизни США.
- 1993 — по неизвестной причине потерян космический корабль Mars Observer.
- 1994 — катастрофа ATR 42 под Агадиром, 44 погибших.
- 1995 — катастрофа EMB 120 под Карролтоном, 8 погибших.
- 1999 — в Софии с пятой попытки взорван мавзолей, где до 1990 года лежало тело Георгия Димитрова. В результате двух взрывов мавзолей разрушился не целиком, его потом разбирали в течение нескольких дней.

### XXI век
- 2002 — в пустыне на севере штата Аризона прошли успешные испытания прототипов марсохода Spirit.
- 2004 — чеченские боевики под командованием Аслана Масхадова попытались захватить Грозный.
- 2006 — началась регистрация доменных имён в новом домене общего пользования .mobi, предназначенном для мобильных устройств.
- 2013 — Гражданская война в Сирии: применение химического оружия в Гуте.

## Родились
См. также: Категория:Родившиеся 21 августа

### До XIX века
- 63 — Клавдия Августа (ум. 63), единственная дочь Нерона, скончавшаяся в возрасте 4 месяцев.
- 1165 — Филипп II (ум. 1223), король Франции (1180—1223).
- 1660 — Анри Готье (ум. 1737), французский учёный, проектировщик мостов и дорог, геолог.
- 1698 — Джузеппе Гварнери (ум. 1744), итальянский скрипичный мастер.
- 1735 — Тобиас Фюрно (ум. 1781), английский мореплаватель, морской офицер.
- 1754
  - Уильям Мёрдок (ум. 1839), английский изобретатель, первым применивший газ для освещения.
  - Банастр Тарлетон (ум. 1833), английский военный деятель и политик, участник Войны за независимость США.
- 1765 — Вильгельм IV (ум. 1837), английский король (1830—1837).
- 1789 — Огюстен Луи Коши (ум. 1857), французский математик, один из основоположников теории аналитических функций.
- 1792 — Пётр Плетнёв (ум. 1866), русский поэт, издатель, редактор журнала «Современник».

### XIX век
- 1805 — Август Бурнонвиль (ум. 1879), датский балетмейстер, хореограф и педагог.
- 1826 — Карл Гегенбаур (ум. 1903), немецкий зоолог, один из основоположников эволюционного направления в сравнительной анатомии.
- 1858 — Рудольф (погиб в 1889), кронпринц Австрии.
- 1871 — Леонид Андреев (ум. 1919), русский писатель.
- 1872 — Обри Бердслей (ум. 1898), английский художник и поэт.
- 1874 — Пров Садовский (ум. 1947), актёр и театральный режиссёр, народный артист СССР.
- 1894 — Александр Самохвалов (ум. 1971), русский советский художник.
- 1895 — Александр Виноградов (ум. 1975), советский геохимик, биогеохимик, академик, с 1967 г. вице-президент АН СССР.

### XX век
- 1902 — Сиири Ангеркоски (ум. 1971), финская актриса театра и кино.
- 1904 — Сергей Бирюзов (ум. 1964), советский маршал, командующий ракетными войсками СССР (1955—1963), начальник Генштаба (1963—1964).
- 1904 — Каунт Бейси (наст. имя Уильям Джеймс Бейси; ум. 1984), американский джазовый пианист, органист, руководитель биг-бэнда.
- 1908 — Александр Авдеенко (ум. 1996), советский и российский писатель, публицист, сценарист.
- 1909 — Николай Боголюбов (ум. 1992), советский математик и физик, академик АН СССР и РАН.
- 1912 — Наталия Дудинская (ум. 2003), балерина, педагог, народная артистка СССР.
- 1913 — Виктор Розов (ум. 2004), русский советский драматург и сценарист.
- 1916 — Консуэло Веласкес (ум. 2005), мексиканская пианистка и композитор, автор песни «Bésame Mucho».
- 1917 — Леонид Гурвич (ум. 2008), американский экономист, лауреат Нобелевской премии (2007).
- 1929
  - Вия Артмане (ум. 2008), латышская советская актриса театра и кино, народная артистка СССР.
  - Вячеслав Иванов (ум. 2017), советский и российский лингвист и антрополог, академик РАН.
- 1930 — принцесса Маргарет Роуз (ум. 2002), младшая сестра будущей королевы Великобритании Елизаветы II.
- 1934 — Геннадий Айги (ум. 2006), чувашский и русский поэт, переводчик.
- 1935
  - Анатолий Гладилин (ум. 2018), русский советский писатель, диссидент.
  - Владимир Туриянский, российский поэт, композитор, бард.
  - Юрий Энтин, советский и российский поэт, драматург, поэт-песенник.
- 1936 — Уилт Чемберлен (ум. 1999), американский баскетболист, самый результативный игрок в истории НБА.
- 1938 — Кенни Роджерс (ум. 2020), американский певец и актёр, исполнитель кантри.
- 1943 — Люциус Шепард (ум. 2014), американский писатель-фантаст.
- 1944 — Питер Уир, австралийский кинорежиссёр.
- 1951 — Гарегин II (в миру Ктрич Григорьевич Нерсисян), 132-й Верховный Патриарх и Католикос всех армян, первоиерарх Армянской Апостольской Церкви c 27 октября 1999 года.
- 1952
  - Джо Страммер (ум. 2002), английский рок-музыкант, певец, лидер панк-группы The Clash.
  - Гленн Хьюз, английский бас-гитарист, певец, участник рок-группы Deep Purple.
- 1955 — Сергей Сельянов, советский и российский кинорежиссёр, сценарист и продюсер.
- 1956 — Ким Кэттролл, английская и канадская актриса («Секс в большом городе» и др.).
- 1961 — Стивен Хилленберг (ум. 2018), американский мультипликатор, автор мультсериала «Губка Боб Квадратные Штаны».
- 1962
  - Цутому Миядзаки (казнён в 2008), японский серийный убийца.
  - Виктор Рыбин, российский музыкант, певец и композитор, лидер группы «Дюна».
- 1963 — Мухаммед VI, нынешний король Марокко (с 1999).
- 1967
  - Кэрри-Энн Мосс, канадская киноактриса («Матрица» и др.).
  - Серж Танкян, вокалист американской рок-группы System of a Down.
- 1968 — Барбара Энн Мур, американская фотомодель, актриса и танцовщица.
- 1970 — Джон Кармак, программист, основатель id Software.
- 1971 — Лиам Хоулетт, создатель и участник английской электронной группы The Prodigy.
- 1973
  - Сергей Брин, американский предприниматель, миллиардер, разработчик и сооснователь Google.
  - Николай Валуев, российский боксёр-профессионал, выступающий в супертяжёлой весовой категории.
- 1975 — Алисия Уитт, американская актриса и певица.
- 1977 — Анна Плетнёва, российская поп-певица.
- 1984 — Ализе (урожд. Ализе Жакоте), французская певица и танцовщица.
- 1985 — Николас Альмагро, испанский теннисист, бывшая девятая ракетка мира.
- 1986 — Усэйн Болт, ямайский легкоатлет, 8-кратный олимпийский чемпион, 11-кратный чемпион мира.
- 1987 — Антон Шипулин, российский биатлонист, чемпион мира (2017), депутат Госдумы.
- 1988 — Роберт Левандовский, польский футболист, лучший бомбардир в истории сборной Польши.
- 1989 — Хейден Панеттьер, американская киноактриса и певица.
- 1992 — Мари Краймбрери, российская певица и автор песен украинского происхождения.
- 1995 — Доминик Кубалик, чешский хоккеист, чемпион мира (2024).
- 1996 — Софьян Амрабат, марокканский футболист.

### XXI век
- 2006 — Жуан Фонсека, бразильский теннисист.

## Скончались
См. также: Категория:Умершие 21 августа

### До XIX века
- 486 — Сидоний Аполлинарий (р. ок. 430), галло-римский писатель, поэт, дипломат, епископ Клермона (471—486).
- 1614 — Елизавета Батори (р. 1560), венгерская графиня, которая, согласно легенде, заставила убить 600 девушек, чтобы купаться в их крови с целью омоложения.

### XIX век
- 1814 — Бенджамин Румфорд (р. 1753), английский физик, член Лондонского королевского общества.
- 1836 — Клод Луи Навье (р. 1785), французский механик и инженер.
- 1838 — Адельберт Шамиссо (р. 1781), немецкий писатель, поэт и естествоиспытатель.
- 1865 — Иоанн Франц Ан (р. 1796), немецкий педагог.
- 1897 — Адамс Алкснис (р. 1864), латышский рисовальщик и живописец.

### XX век
- 1922 — Йорген Гуннарсон Лёвланд (р. 1848), норвежский государственный деятель, премьер-министр Норвегии (1907—1908).
- 1927 — Уильям Бёрнсайд (р. 1852), английский математик.
- 1930 — Астон Уэбб (р. 1849), британский архитектор.
- 1935 — Виктор Симов (р. 1858), русский советский художник и сценограф.
- 1940 — Лев Троцкий (р. 1879), российский революционер, советский политик и государственный деятель.
- 1943 — Абрахам Меррит (р. 1884), американский писатель-фантаст.
- 1943 — Хенрик Понтоппидан (р. 1857), датский писатель, лауреат Нобелевской премии (1917).
- 1947 — Этторе Бугатти (р. 1881), итало-французский автомобилестроитель.
- 1952 — Ицхак Саде (р. 1890), израильский военный, руководитель Пальмаха.
- 1964 — Пальмиро Тольятти (р. 1893), руководитель итальянских коммунистов.
- 1979 — Джузеппе Меацца (р. 1910), итальянский футболист, двукратный чемпион мира (1934, 1938).
- 1987 — Вениамин Пинчук (р. 1908), скульптор, народный художник СССР.
- 1991
  - Михаил Агурский (р. 1933), советский диссидент, учёный-политолог и литературовед.
  - погибли Дмитрий Комарь (р. 1968), Илья Кричевский (р. 1963) и Владимир Усов (р. 1954) — защитники «Белого дома» во время августовского путча.
- 1995
  - Нанни Лой (р. 1925), итальянский кинорежиссёр, сценарист, актёр.
  - погибла Татьяна Снежина (р. 1972), российская поэтесса, автор и исполнитель песен.
  - Субраманьян Чандрасекар (р. 1901), американский астрофизик, лауреат Нобелевской премии (1983).
- 1997 — Юрий Никулин (р. 1921), киноактёр, артист цирка, народный артист СССР.
- 1999 — Веня Д’ркин (наст. имя Александр Литвинов; р. 1970), украинский русскоязычный бард, поэт, музыкант.

### XXI век
- 2004 — Виктор Авилов (р. 1953), советский и российский актёр театра и кино.
- 2005 — Роберт Муг (р. 1934), американский изобретатель, создатель электронных музыкальных инструментов.
- 2011 — Константин Йонеску Гулиан (р. 1914), румынский философ-марксист, академик.
- 2018 — Стефан Карл Стефанссон (р. 1975), исландский актёр.
- 2022
  - Николай Лебедев (р. 1921), советский и российский актёр театра и кино, народный артист Российской Федерации (2018).
  - Марина Адашевская (р. 1927), советская и российская актриса театра, Заслуженная артистка России (2003).

## Приметы
Мирон-ветрогон.
- На Мирона всему час: держи рукавички про запас.
- Пришёл Мирон — поспела брусника, появились опята, а с ними и лето кончилось.
- Мироны-ветрогоны пыль по дороге гонят, по красну лету стонут.
- Какова погода на Мирона — такова и в январе[13].